# Чизме (песма)
„Чизме“ је песма енглеског аутора и песника Радјарда Киплинга (1865–1936). Први пут је објављен 1903. године у његовој збирци Пет нација.
„Чизме“ замишљају понављајуће мисли пешадије британске војске који маршира Јужном Африком током Другог бурског рата. Предложено је да се прве четири речи сваког реда читају полако, брзином од две речи у секунди, како би се поклопиле са ритмом или ритмом пешака који маршира.

## Верзије
Снимак песме америчког глумца Тејлора Холмса из 1915. коришћен је због свог психолошког ефекта у америчким војним SERE школама. Холмсова рецитација је такође коришћена у биоскопском трејлеру за Call of Duty: Black Ops 6 зомби мапу "Terminus"  и касније у првом трејлеру за хорор филм из 2025. године 28 година касније, у режији Денија Бојла.
Песму је за низак мушки глас и оркестар створио "П. Ј. Мекел", а снимио ју је 1929. аустралијски бас-баритон Питер Досон. Мекол је био Досон, објављивао је под псеудонимом. Ту поставку су убрзо снимили и други певачи, али изгледа да је у великој мери изашла из моде, вероватно због Другог светског рата.
Британски песник Т. С. Елиот укључио је песму у своју збирку из 1941. Избор Киплинговог стиха.
Руску верзију песме Pyl' углазбио је совјетски бард Евгениј Агранович током Другог светског рата и користио је као марш у својој јединици. Комесар јединице је уживао у песми, али није одобравао страни текст. Због тога је Агранович касније додао неколико стихова сопственог изума у марш.

## Песма
We're foot—slog—slog—slog—sloggin' over Africa
Foot—foot—foot—foot—sloggin' over Africa -- (Boots—boots—boots—boots—movin' up and down again!) There's no discharge in the war! Seven—six—eleven—five—nine-an'-twenty mile to-day Four—eleven—seventeen—thirty-two the day before -- (Boots—boots—boots—boots—movin' up and down again!) There's no discharge in the war! Don't—don't—don't—don't—look at what's in front of you. (Boots—boots—boots—boots—movin' up an' down again); Men—men—men—men—men go mad with watchin' em, An' there's no discharge in the war! Count—count—count—count—the bullets in the bandoliers. If—your—eyes—drop—they will get atop o' you! (Boots—boots—boots—boots—movin' up and down again) -- There's no discharge in the war! We—can—stick—out—'unger, thirst, an' weariness, But—not—not—not—not the chronic sight of 'em, Boot—boots—boots—boots—movin' up an' down again, An' there's no discharge in the war! 'Taint—so—bad—by—day because o' company, But night—brings—long—strings—o' forty thousand million Boots—boots—boots—boots—movin' up an' down again. There's no discharge in the war! I—'ave—marched—six—weeks in 'Ell an' certify It—is—not—fire—devils, dark, or anything, But boots—boots—boots—boots—movin' up an' down again, An' there's no discharge in the war! Try—try—try—try—to think o' something different Oh—my—God—keep—me from goin' lunatic! (Boots—boots—boots—boots—movin' up an' down again!)

There's no discharge in the war!

## Познати снимци
- 1915 – Тејлор Холмс (изговорена реч)[8]
- 1929 – Питер Досон[9]
- 1951 – Ленард Ворен[10]
- 1935 – Ерик Вудбурн
- 1940 — Норман Корвин (говорна рецитација)[11]
- 2024 — Кристофер Ејк (ремикс снимка Тејлора Холмса)